# Triphaenopsis leurostigma
Triphaenopsis leurostigma är en fjärilsart som beskrevs av W. Warren 1913. Triphaenopsis leurostigma ingår i släktet Triphaenopsis och familjen nattflyn. Inga underarter finns listade i Catalogue of Life.